# دیتون (اورگن)
دیتون (به انگلیسی: Dayton) شهری در شهرستان یمهیل ایالت اورگن است و در سرشماری سال ۲۰۱۱ میلادی، ۲٬۵۳۴ نفر جمعیت داشته که نسبت به سال ۲۰۱۰، −۰٫۱۶ درصد رشد جمعیت داشته‌است.

## موقعیت جغرافیایی
موقعیت جغرافیایی شهرها و مناطق اطراف به شرح زیر است: